# Kondrat'evskij
Kondrat'evskij (in lingua russa Кондратьевский) è un centro abitato del Territorio dell'Altaj, situato nell'Alejskij rajon.